# 592 a.C.
Il 592 a.C. (DXCII a.C. in numeri romani) è un anno  del VI secolo a.C.